# تاکو بل
تاکو بل رستوران‌هایی زنجیره‌ای در کشور آمریکا هستند که غذاهای فوری در اختیار مشتریان خود قرار می‌دهند. تاکو بل شعبه‌های مختلفی در شهرهای مختلف دنیا دارد. نخستین شعبه تا کوبل در سال ۱۹۶۲ میلادی و در شهر دونی کالیفرنیا افتتاح گردید. ناچوس از انواع غذاهای مکزیکی است که در فهرست غذاهای این رستوران‌ها می‌باشد.

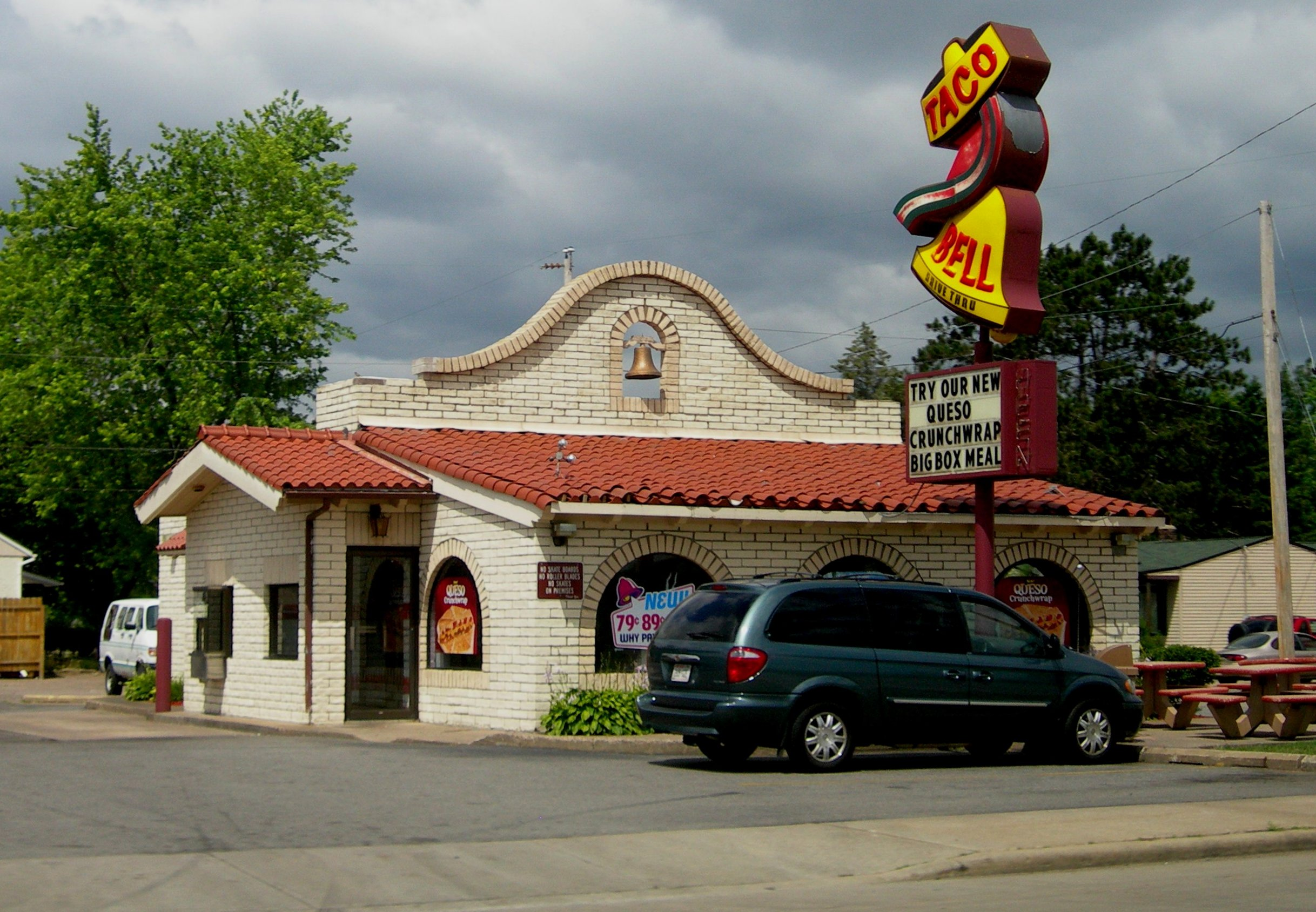
یکی از شعبه‌ها در واسا، ویسکانسین